# 3022
Pour plus de détails, voir Fiche technique et Distribution.
3022 est un film américain réalisé par John Suits, sorti en 2019.
Le film suit un groupe d'astronautes qui revient sur Terre et qui découvre qu'un événement cataclysmique s'est produit.

## Synopsis
En 2190, la station spatiale Pangea ravitaille les vaisseaux à destination de la première colonie spatiale de la Terre, Europa One. Des équipes tournantes entretiennent Pangea par équipes de 10 ans. Quatre astronautes américains arrivent pour commencer leur mandat : le capitaine John Laine, l'ingénieur Jackie Miller, le docteur Richard Valin et Lisa Brown.
Au cours de leur première année, l'équipage interagit à l'amiable et Laine et Miller entament une relation amoureuse. Chaque année qui passe, l'équipage se sépare. Dès la cinquième année, l’isolement fait des ravages. Laine éprouve des terreurs nocturnes et Valin a arrêté de se doucher. Valin est contraint de juger l'équipage mentalement inapte à poursuivre la mission. Alors que l'équipage accepte l'échec de sa mission, les ondes de choc d'une explosion massive endommagent Pangea. Laine reprend conscience et trouve Miller, qui l'informe que Brown a été grièvement blessé. Valin ne répond pas et est sous le choc. L'équipage tente à plusieurs reprises de contacter la Terre mais, après 62 heures, il ne reçoit aucune réponse. Pangea localise finalement un champ d'astéroïdes là où se trouvait autrefois la Terre, ce qui implique que la planète a été détruite.
Brown succombe à ses blessures. Valin est convaincu que la Terre a été détruite. Miller suggère alors d'utiliser la capsule de sauvetage pour rechercher des survivants, à savoir sa fille, mais Valin note qu'il n'y a pas assez de fournitures pour retourner sur Pangea si la Terre a vraiment disparu. Laine suggère plutôt de voyager en Europe, ce que Valin rejette avec découragement. Miller, qui refuse de croire que sa fille soit disparue, tente elle-même de monter à bord de la capsule de sauvetage. Le module fonctionne mal ; Laine sauve Miller, mais ils perdent la capsule.
Trois mois passent. Les systèmes de survie de Pangea se désintègrent à 55 %, Valin se parle régulièrement et Miller se soigne lui-même avec des sédatifs. Laine demande à Miller de l'aider à élaborer un plan de survie. Les deux décident de séparer les deux stations de Pangea avec une explosion contrôlée, permettant à leurs réserves d'oxygène de se reconstituer correctement. Valin sombre dans le nihilisme défaitiste et ne voit aucun intérêt à leur plan.
Laine est brusquement réveillé par l'alarme du navire et trouve Valin flottant loin de Pangea, sans attache. Valin dit qu'il a accepté son sort mais panique face au vide de l'espace. Laine ne parvient pas à sauver Valin. Alors que Miller propose de consommer des pilules suicides, elle voit une navette spatiale passer. Laine monte à bord de la navette et récupère trois astronautes inconscients et mal nourris. Le capitaine Diane Ures est la première à se réveiller. Elle explique que son équipe est composée des astronautes français Vincent et Thomas. Eux et deux Américains s'entraînaient sur la Station spatiale internationale lorsque l'explosion a détruit la station et les a forcés à se diriger vers Pangea, un voyage de trois mois. Les deux membres d'équipage américains sont morts, ce qui leur a permis de survivre avec des approvisionnements limités.
La présence des survivants renouvelle le moral des deux équipages, et ils célèbrent ensemble. Cependant, Miller estime que l'ajout de membres d'équipage supplémentaires épuisera les systèmes de survie du Pangea en un mois au lieu de trois ans. Elle insiste pour retourner sur Terre dans la navette ISS jusqu'à ce que Diane admette avoir vu la Terre exploser violemment en recevant une dernière transmission disant : " Qu'avons-nous fait ? Ne revenez pas. Je le répète, ne revenez pas. Allez sur Europe. "
Vincent et Thomas expriment leur hostilité envers l'équipage du Pangea. Diane dit à Laine que son équipe a découvert le manque de survie, mais elle reste diplomate. Vincent avoue avoir assassiné ses deux collègues américains pour assurer sa propre survie. Lui et Thomas organisent une mutinerie, tuent Diane, puis attaquent Laine et Miller. Laine est poignardé et les deux astronautes français s'échappent. Miller poursuit Thomas dans la Station Deux et le neutralise lorsqu'il hésite. Vincent et Laine se battent à la Station Un pour les contrôles de la station. Vincent domine Laine et déclenche l'explosion, brisant la Pangée en deux moitiés. Laine ouvre la trappe extérieure, expulsant Vincent dans l'espace.
Miller, toujours coincé dans la Station Deux, contacte Laine par interphone. L'explosion a endommagé la navette, laissant Laine incapable de se rendre à Miller à temps. Alors que Miller dérive hors de portée des communications, Laine lui promet qu'il la retrouvera un jour. En 2198, Laine vit seul, échevelé et souffrant d'hallucinations tout en scrutant l'espace sans relâche. Il localise la station manquante au jour 3022. Dans une entrée du journal, il explique qu'il comprend enfin pourquoi Miller a toujours réservé de l'espoir pour ses proches malgré sa compréhension de la réalité. La navette étant maintenant réparée, il monte à bord de la Station Deux, ne sachant pas si Miller est toujours en vie. Il trouve Miller affalée dans un logement de fortune, affaiblie mais vivante.

## Fiche technique
- Titre : 3022
- Réalisation : John Suits
- Scénario : Ryan Binaco
- Musique : Jimmy LaValle (en)
- Photographie : Will Stone
- Montage : John Suits
- Production : Tara L. Craig et John Suits
- Société de production : BondIt Media Capital, Hideout Pictures, Natural Selection, The Squid Farm et Title Media
- Société de distribution : Saban Films (États-Unis)
- Pays :  États-Unis
- Genre : Science-fiction
- Durée : 91 minutes
- Date de sortie : 
  - États-Unis : 22 novembre 2019

## Distribution
- Omar Epps : John Laine
- Kate Walsh : Jackie Miller
- Angus Macfadyen : Richard Valin
- Jorja Fox : Diane Ures
- Miranda Cosgrove : Lisa Brown
- Enver Gjokaj : Vincent Bernard
- Haaz Sleiman : Thomas Dahan
- Emma Hebda : Jennifer Miller jeune
- Audrey Looye : Margaret Valin
- Faith Alexis Oliver : Jennifer Miller
- Sara Tomko : Pangea (voix)

## Accueil
Frank Scheck pour The Hollywood Reporter estime que le film à des effets spéciaux convaincants malgré un budget réduit.